# اس‌ام یو-۵۴
اس‌ام یو-۵۴ (به انگلیسی: SM U-54) یک زیردریایی بود. این زیردریایی در سال ۱۹۱۶ ساخته شد.